# Kuliokita-(Y)
La kuliokita-(Y) és un mineral de la classe dels silicats. Rep el seu nom del riu Kuliok, a la península de Kola, Rússia, prop d'on va ser descoberta, més el sufix "-(Y)" per l'itri en la seva composició.

## Característiques
La kuliokita-(Y) és un silicat de fórmula química Y₄Al(SiO₄)₂(OH)₂F₅. La seva duresa a l'escala de Mohs es troba entre 4 i 5.
Segons la classificació de Nickel-Strunz, la kuliokita-(Y) pertany a «09.AG: Estructures de nesosilicats (tetraedres aïllats) amb anions addicionals; cations en coordinació > [6] +- [6]» juntament amb els següents minerals: abswurmbachita, braunita, neltnerita, braunita-II, långbanita, malayaïta, titanita, vanadomalayaïta, natrotitanita, cerita-(Ce), cerita-(La), aluminocerita-(Ce), trimounsita-(Y), yftisita-(Y), sitinakita, kittatinnyita, natisita, paranatisita, törnebohmita-(Ce), törnebohmita-(La), chantalita, mozartita, vuagnatita, hatrurita, jasmundita, afwillita, bultfonteinita, zoltaiïta i tranquillityita.

## Formació i jaciments
Va ser descoberta al mont Ploskaya, al massís Keivi occidental, a la serralada Keivy, dins la Península de Kola, a l'óblast de Múrmansk (Districte Federal del Nord-oest, Rússia). També ha estat descrita en dos indrets a Noruega: a la pegmatita Stetind, a Tysfjord, al comtat de Nordland, i a Høydalen, a Tørdal, al comtat de Telemark. Es tracta dels tres únics indrets on ha estat trobada aquesta espècie mineral.